# Julio dos Santos
Pour les articles homonymes, voir dos Santos.
Julio Daniel dos Santos Rodríguez, plus connu sous le nom de Julio Dos Santos, né le 7 mai 1983 à Asuncion (Paraguay), est un footballeur international paraguayen. Il joue au poste de milieu de terrain.

## Carrière

### En club
- 2001-déc. 2005 : Cerro Porteño -  Paraguay
- jan. 2006-2008 : Bayern Munich -  Allemagne
  - déc. 2006-2007 : VfL Wolfsburg  Allemagne (prêt)
  - 2007-fév. 2008 : UD Almería  Espagne (prêt)
  - fév. 2008-2008 : Grêmio Porto Alegre  Brésil (prêt)
- 2008-2009 : Atlético Paranaense  Brésil
- 2009-déc. 2014 : Cerro Porteño  Paraguay
- depuis jan. 2015 : Vasco Gama  Brésil

### En équipe nationale
Il a fait ses débuts internationaux en juillet 2004 contre l'équipe du Costa Rica.
Dos Santos participe à la coupe du monde 2006 avec l'équipe du Paraguay.

## Palmarès
- 32 sélections avec l'équipe du Paraguay (4 buts)
- Champion du Paraguay en 2004 et 2005